# قیاسی (شوط)
قیاسی، روستایی از توابع بخش قره قویون شهرستان شوط استان آذربایجان غربی کشور ایران می باشد.

## جمعیت
این روستا در دهستان قره قویون جنوبی قرار داشته و بر اساس سرشماری سال ۱۳۸۵ جمعیت آن ۲۵۶نفر (۴۷ خانوار) 
بوده است.